# Berneuil, Charente-Maritime
Berneuil är en kommun i departementet Charente-Maritime i regionen Nouvelle-Aquitaine i västra Frankrike. Kommunen ligger  i kantonen Gémozac som ligger i arrondissementet Saintes. År 2022 hade Berneuil 1 163 invånare.

## Befolkningsutveckling
Antalet invånare i kommunen Berneuil
Referens:INSEE